# Dardez
Dardez ist eine französische Gemeinde mit 131 Einwohnern (Stand: 1. Januar 2022) im Département Eure in der Region Normandie (vor 2016 Haute-Normandie). Sie gehört zum Arrondissement Évreux, zum Kanton Évreux-2 sowie zum Gemeindeverband Évreux Portes de Normandie. Die Einwohner werden Dardeziens und Dardeziennes genannt.
Die Gemeinde erhielt 2022 die Auszeichnung „Zwei Blumen“, die vom Conseil national des villes et villages fleuris (CNVVF) im Rahmen des jährlichen Wettbewerbs der blumengeschmückten Städte und Dörfer verliehen wird.

## Geografie
Dardez liegt etwa neun Kilometer nordnordöstlich von Évreux. Umgeben wird Dardez von den Nachbargemeinden Irreville im Norden, Reuilly im Osten und Südosten sowie Le Boulay-Morin im Süden und Westen.

## Bevölkerungsentwicklung
| Jahr                       | 1962 | 1968 | 1975 | 1982 | 1990 | 1999 | 2006 | 2019 |
| Einwohner                  | 43   | 41   | 109  | 119  | 137  | 168  | 170  | 149  |
| Quellen: Cassini und INSEE |      |      |      |      |      |      |      |      |

## Sehenswürdigkeiten
- Kirche Saint-Martin